# Islam4UK
Islam4UK era un grupo musulmán ortodoxo que operaba en el Reino Unido. El grupo fue proscrito como organización terrorista bajo las leyes antiterroristas del Reino Unido el 14 de enero de 2010. Antes de su proscripción estuvo dirigida por Anjem Choudary .
En su sitio web, Islam4UK se describió a sí mismo como "establecido por musulmanes sinceros como una plataforma para propagar la ideología islámica suprema dentro del Reino Unido como una alternativa divina a la ley hecha por el hombre" para "convencer al público británico sobre la superioridad del Islam, cambiando así la opinión pública a favor del Islam para así transferir la autoridad y el poder a los musulmanes para implementar la Sharia (en Gran Bretaña)". 

## Actividades
El 16 de octubre de 2009, miembros de la organización protestaron contra la visita a Gran Bretaña del parlamentario neerlandés Geert Wilders. Llevaban pancartas con lemas como "La sharia es la solución, la libertad se va al infierno" y "Geert Wilders merece el castigo islámico".
En enero de 2010, el grupo ganó la atención de los medios al anunciar planes para realizar una marcha de protesta a través de Wootton Bassett ; una ciudad inglesa donde se llevaba a cabo un luto público no oficial por los cortejos de personal de las fuerzas armadas muertos en el servicio activo, mientras se dirigían desde RAF Lyneham a Oxford . Los informes de que el grupo planeaba llevar féretros vacíos para "representar a los miles de musulmanes que han muerto" fueron negados por el grupo, aunque los féretros vacíos habían sido propuestos por el propio Choudary. Choudary dijo que el evento sería pacífico y que no estaba programado para coincidir con ninguna procesión de luto. El anuncio fue condenado por el primer ministro británico, Gordon Brown, quien dijo que los planes para la marcha eran "repugnantes" y que "ofender a las familias de los soldados muertos o heridos sería completamente inapropiado". El Ministro del Interior, Alan Johnson, indicó que estaría de acuerdo con cualquier solicitud de la Policía de Wiltshire o del gobierno local para prohibir la marcha en virtud de la Sección 13 de la Ley de Orden Público de 1986 .
Choudary dijo que eligió a Wootton Bassett para atraer la máxima atención y, afirmó que, 500 miembros de Islam4UK llevarían 'féretros simbólicos' en memoria de los civiles musulmanes 'asesinados por las despiadadas' fuerzas de la coalición.
El 10 de enero de 2010, Islam4UK dijo que cancelaría su marcha planificada en Wootton Bassett; sin embargo, la policía en realidad no había recibido una solicitud de permiso para la marcha.

## Proscripción
Islam4UK fue catalogado como un alias de Al Ghurabaa y The Saved Sect, ya proscritos bajo la Ley de Terrorismo de 2004, por una orden del 14 de enero de 2010. Al anunciar la proscripción, el entonces ministro del Interior británico, Alan Johnson, dijo: "Ya está proscrito con otros dos nombres: Al Ghurabaa y The Saved Sect".
En la orden de enero de 2010 y una orden de noviembre de 2011, los nombres Al Muhajiroun, Call to Sumission, Islamic Path, London School of Sharia y Muslims Against Crusades también se incluyeron como alias. En junio de 2014, Need4Khilafah, el Proyecto Shariah y la Asociación Dawah Islámica se agregaron a la lista. Tenga en cuenta que la orden no es necesaria para establecer un alias como idéntico a otro nombre de una organización proscrita, es suficiente que los dos sean a todos los efectos iguales y que la persona procesada haya realizado un acto proscrito.
Islam4UK emitió un comunicado que decía: "La prohibición de hoy es otro clavo en el féretro del capitalismo y otra señal del renacimiento del Islam y los musulmanes". Reafirmaron su objetivo: "Por lo tanto, algún día liberaremos nuestra tierra de la ocupación e implementaremos la Sharia no solo en los países musulmanes sino también aquí en Gran Bretaña. Esto es algo en lo que creemos, vivimos y esperamos que en nuestra vida seamos testigos". En una declaración adicional, emitida el mismo día a través de su sitio web, afirmaron que "las autoridades se han puesto en contacto con Islam4UK para (forzar) el cierre de sus operaciones, enfatizamos que ya no usaremos este nombre de dominio, pero la lucha por Khilafah (también conocido como "el Califato") continuará independientemente de lo que los incrédulos traman contra los musulmanes. Es deber de todos los musulmanes levantarse y llamar al Khilafah dondequiera que estén".
La prohibición ha llevado a algunos ("en la izquierda", según escribe Sunny Hundal en The Guardian ) a criticarla como un "golpe a la libertad de expresión", que "servirá para socavar los esfuerzos del gobierno para prevenir el extremismo violento ". Deborah Orr ha comentado en The Guardian que la prohibición "erosiona los derechos democráticos con la intención de defenderlos".